# NWSL Most Valuable Player
De NWSL Most Valuable Player is een Amerikaanse individuele voetbalprijs van de National Women's Soccer League, die in 2013 werd ingesteld. De prijs wordt uitgereikt aan de speelster die door andere speelsters, clubmanagement en de media is verkozen tot meest waardevolle speler van het seizoen door hun bijdrage aan doelpunten, assists en/of het vertoonde spel.

## Winnaars
| 2013 | Lauren Holiday  | Kansas City            |                 |                 |                 |
| 2014 | Kim Little      | Seattle Reign          |                 |                 |                 |
| 2015 | Crystal Dunn    | Washington Spirit      |                 |                 |                 |
| 2016 | Lynn Williams   | Western New York Flash |                 |                 |                 |
| 2017 | Sam Kerr        | NJ/NY Gotham           |                 |                 |                 |
| 2018 | Lindsey Horan   | Portland Thorns        |                 |                 |                 |
| 2019 | Sam Kerr (2)    | Chicago Red Stars      |                 |                 |                 |
| 2020 | Niet uitgereikt | Niet uitgereikt        | Niet uitgereikt | Niet uitgereikt | Niet uitgereikt |
| 2021 | Jess Fishlock   | OL Reign               |                 |                 |                 |
| 2022 | Sophia Smith    | Portland Thorns        |                 |                 |                 |
| 2023 | Kerolin         | North Carolina Courage |                 |                 |                 |
| 2024 | Temwa Chawinga  | Kansas City Current    |                 |                 |                 |
| 2025 |                 |                        |                 |                 |                 |

## Statistieken

### Speelsters met meerdere titels
| Speelster | T. | Jaren kampioen |
| --------- | -- | -------------- |
| Sam Kerr  | 2  | 2017, 2019     |

### Aantal titels per club
| Team                   | T. | Jaren kampioen |
| ---------------------- | -- | -------------- |
| Portland Thorns        | 2  | 2018, 2022     |
| Seattle Reign          | 2  | 2014, 2021     |
| Kansas City Current    | 1  | 2024           |
| North Carolina Courage | 1  | 2023           |
| Chicago Red Stars      | 1  | 2019           |
| NJ/NY Gotham           | 1  | 2017           |
| Western New York Flash | 1  | 2016           |
| Washington Spirit      | 1  | 2015           |
| Kansas City            | 1  | 2013           |

### Aantal titels per nationaliteit
| Nationaliteit    | T. | Jaren kampioen               |
| ---------------- | -- | ---------------------------- |
| Verenigde Staten | 5  | 2013, 2015, 2016, 2018, 2022 |
| Australië        | 2  | 2017, 2019                   |
| Malawi           | 1  | 2024                         |
| Brazilië         | 1  | 2023                         |
| Wales            | 1  | 2021                         |
| Schotland        | 1  | 2014                         |